# Aglaé Auguié
Aglaé-Louise Ney, née Auguié (ou Auguier) de Lascans le 24 mars 1782 à Paris où elle est morte le 2 juillet 1854, est une dame française qui fut dame de compagnie de la première et de la seconde impératrice des Français.

## Biographie
Fille de Pierre-César Auguié, écuyer,, successivement munitionnaire général aux vivres de l'armée, receveur général des finances et administrateur général des postes et d'Adélaïde-Henriette Genet, femme de chambre de la reine Marie-Antoinette, elle est recueillie par sa tante maternelle Henriette Campan lorsque sa mère, sur le point d’être arrêtée et envoyée à l’échafaud en 1794, préfère se suicider.
Elle épouse le maréchal Ney en juillet 1802 et est, de 1804 à 1810, dame du palais de l’impératrice Joséphine, dont elle est devenue l’amie depuis leur séjour à la pension de sa tante, puis de l’impératrice Marie-Louise, de septembre 1810 à novembre 1813.
Après la chute de l'Empire et l'exécution du maréchal Ney, elle s'éloigne, attentivement surveillée par la police de la Restauration. Passant par Genève, elle se rend en Italie et s'installe à Florence. Elle séjourne aussi à Lucques. Elle supporte mal la solitude du veuvage et épouse secrètement en Italie le futur maréchal de camp, Louis d'Y de Résigny, officier d'ordonnance de l'empereur en 1815. Elle regagne la France en 1819. Elle vend l'hôtel de la rue de Bourbon, en loue un autre 56-62 rue Chantereine, aujourd'hui rue de la Victoire. Elle partage son temps entre Paris, et sa propriété des Coudreaux en Eure-et-Loir. Elle voyage aussi, fait des séjours à Arenenberg et Augsbourg chez la reine Hortense. Elle prend les eaux, ses stations préférées sont Baden et Saint-Sauveur. La Monarchie de Juillet prend à cœur d'atténuer les préjudices causés à la famille Ney par la rigueur légitimiste. La pension de la maréchale est rétablie. Ses deux fils aînés quittent le service de la Suède.
Elle meurt au 8 de la rue de l'Isly.

## Descendance
- Napoléon Joseph Ney, dit Léon (8 mai 1803 – 26 juillet 1857) ;
- Michel-Louis-Félix Ney, dit Aloys (22 avril 1804 – 14 juillet 1854) ;
- Eugène Ney (12 juillet 1808 – 25 octobre 1845) ;
- Edgar Ney (12 mars 1812 – 4 octobre 1882).

## Iconographie

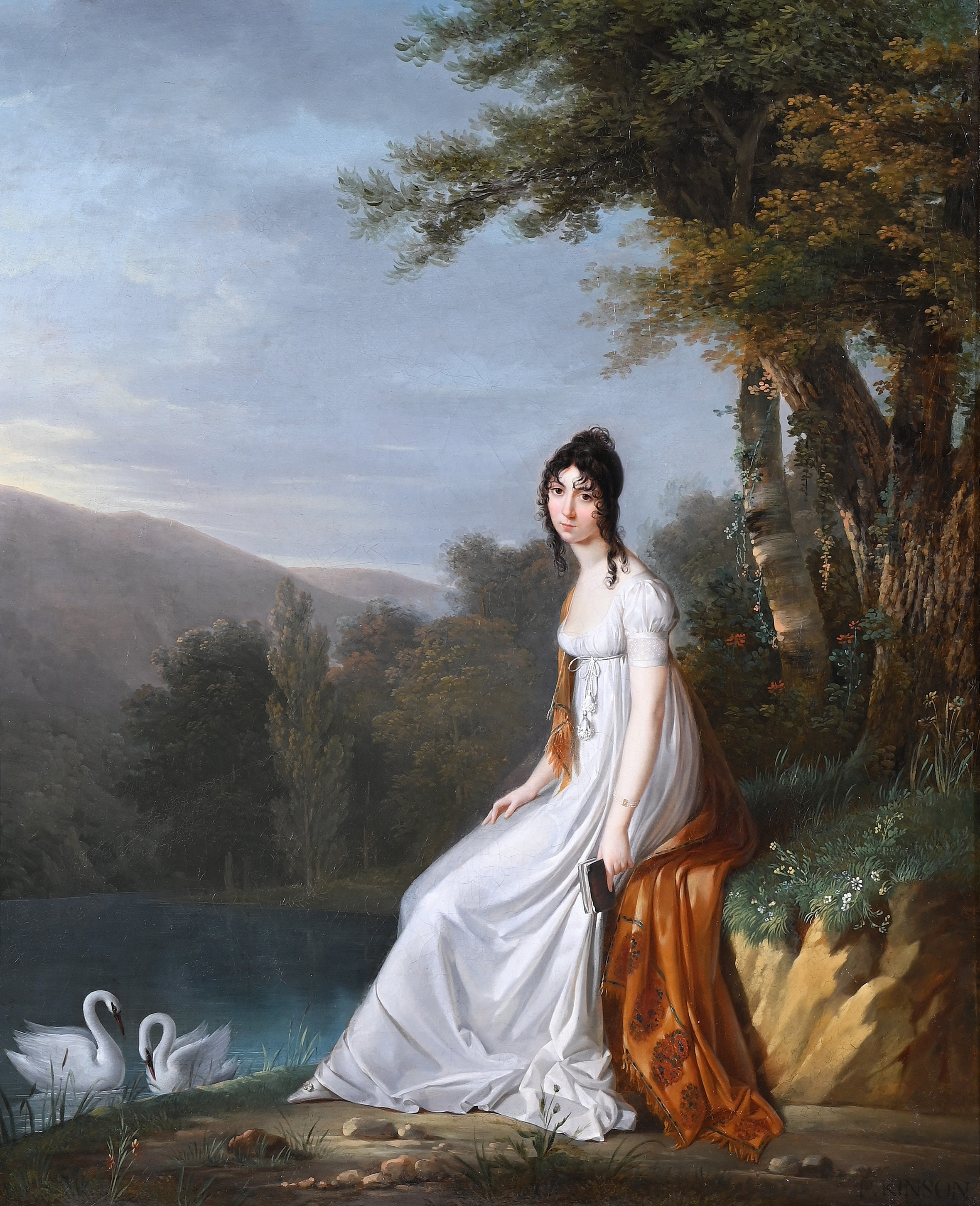
François-Joseph Kinson, Aglaé Auguié dans le jardin de Malmaison, huile sur toile, vers 1801
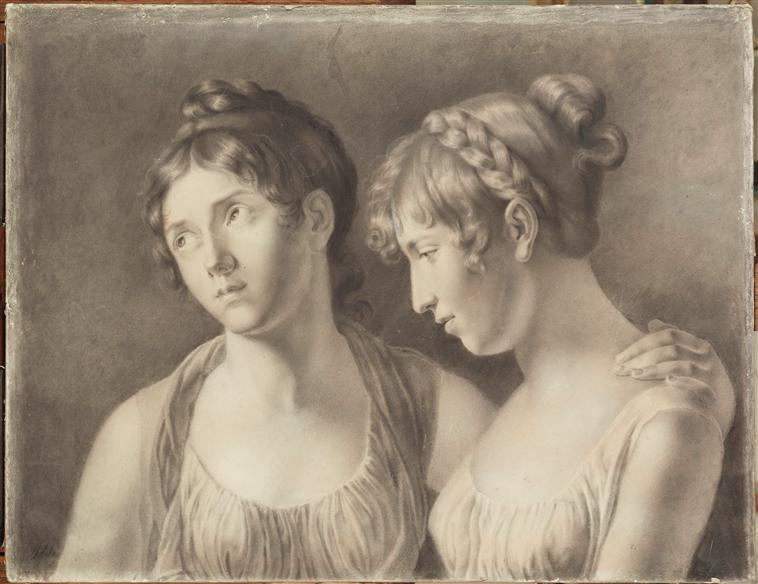
Adèle Auguié, Aglaé Auguié et Hortense de Beauharnais, dessin, vers 1802
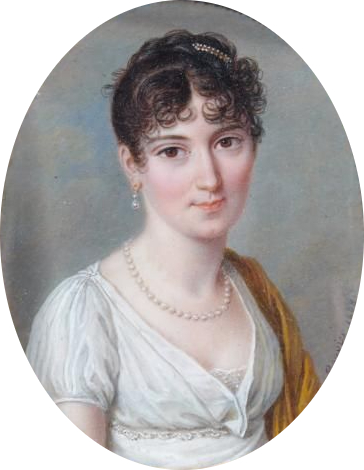
Pierre-Louis Bouvier (de), Aglaé Ney, miniature sur ivoire, 1808
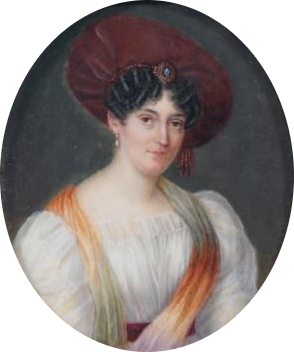
Sélima Dufour, Aglaé Ney, miniature sur ivoire, vers 1830-1835
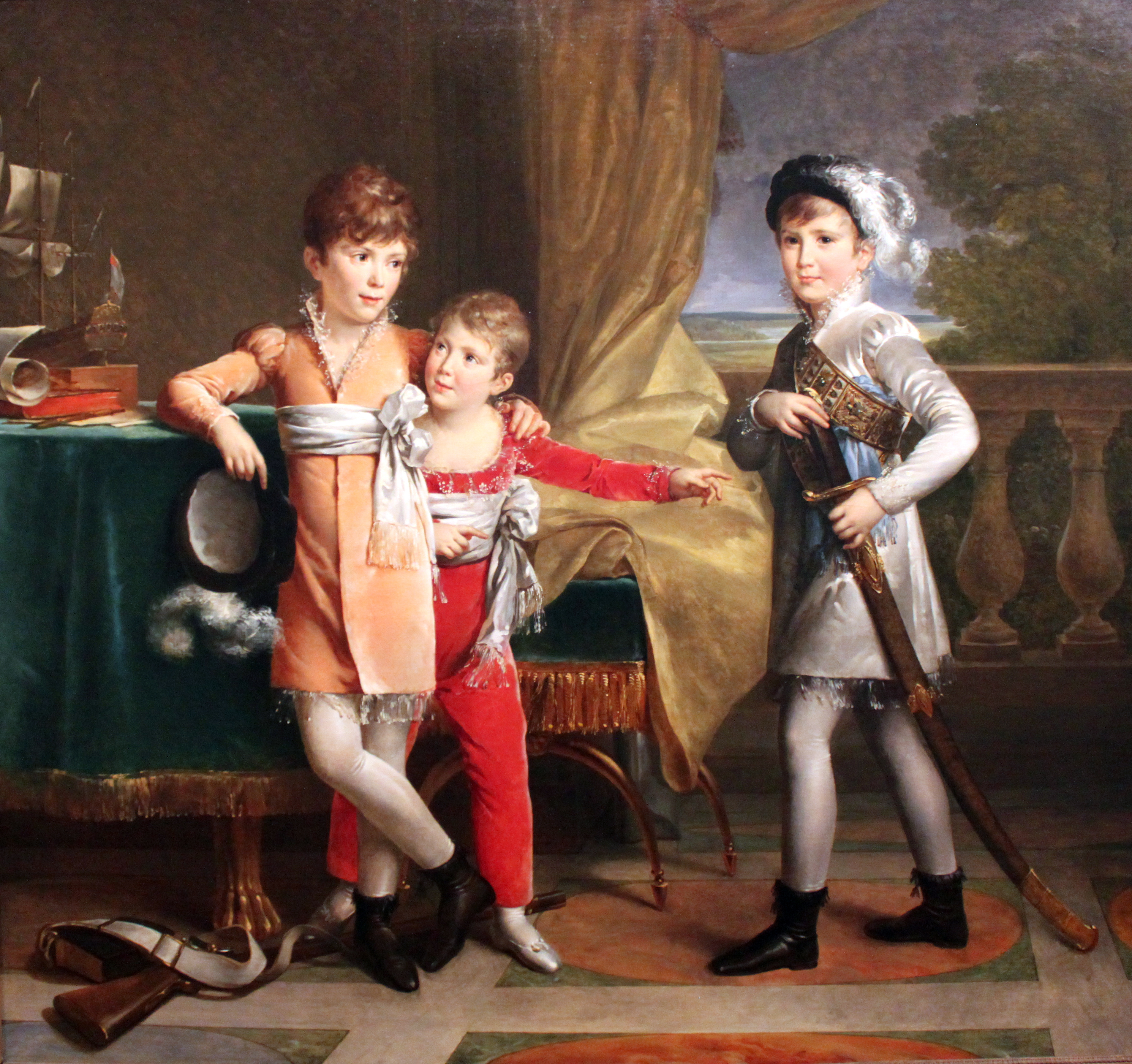
Marie-Éléonore Godefroid, Les fils du maréchal Ney, 1810

## Sources
- Arnaud Chaffanjon, Napoléon et l’univers impérial, Paris, Serg, 1969, p. 197, 406 p.